# Мигел Ферер
Мигел Хозе Ферер (енгл. Miguel José Ferrer; Санта Моника, 7. фебруара 1955) био је амерички глумац.
Ферер је најпознатији по улогама др. Гарета Мејсија у серији Џордан и помоћника директора Овена Гренџера у серији Морнарички истражитељи: Лос Анђелес.
Неколико чланова Ферерове породице су познати глумци, а то су: Хозе Ферер (отац), Роузмери Клуни (мајка) и Џорџ Клуни (брат од ујака).
Ферер је преминуо 19. јануара 2017. године од рака.